# Telipna acraeoides
Telipna acraeoides är en fjärilsart som beskrevs av Smith och Kirby 1890. Telipna acraeoides ingår i släktet Telipna och familjen juvelvingar. Inga underarter finns listade i Catalogue of Life.